# Bernardo Segura
Bernardo Segura Rivera (San Mateo Atenco, México, 11 de febrero de 1970), atleta y político mexicano, especialista en la disciplina de marcha atlética, en la que llegó a ganar una medalla de bronce olímpica en la prueba de 20 km en Atlanta 1996.

## Carrera deportiva
Su primera competición de alto nivel fue la Copa del Mundo de Marcha Atlética de 1991, sobre la distancia de 20 km (acabó en el puesto 52). Fue medalla de bronce en la Universiada de 1993. 
Segura es el único mexicano que ostenta un récord mundial reconocido por la IAAF. el 7 de mayo de 1994 el Fana Noruega establece un nuevo récord mundial de 20 000 m marcha logrando un registro de 1h:17:25 así como los récords de la hora con 15 577 m y de los 15 000 m 57:45, logrando ser el primer atleta en la historia en bajar la marca de 1h:18. Este récord continua vigente. 
Fue descalificado en los Campeonatos del Mundo de 1993. En 1994 recibe de manos del presidente de México el Premio Nacional Del Deporte. En los Juegos Olímpicos de Atlanta 1996, superado por dos grandes atletas el ecuatoriano Jefferson Pérez (oro) y el ruso Ilia Markov (plata). En el año 1999 consiguió la victoria en los Juegos Panamericanos de Winnipeg y es campeón mundial de la Copa del Mundo en Mézidon Francia. En los Juegos Olímpicos de Sídney 2000, cuando entrando en meta en primera posición en la carrera de 20 km, resultó descalificado por los jueces. En el año 2003, obtuvo la de plata en los Juegos Panamericanos de Santo Domingo, pero al año siguiente, en los Juegos Olímpicos de Atenas 2004, no pudo concluir la prueba debido a una fuerte lesión así como a la negligencia de la federación mexicana de atletismo quienes antes de la competencia los perdieron junto con Noe Hernández y Omar Segura
Con este historial Segura se ganó la inclusión de su nombre en la larga lista de marchadores legendarios que ha dado su país junto a José Pedraza,, Carlos Mercenario, Daniel Bautista, Ernesto Canto y Raúl González.
Bernardo Segura se retiró como marchador en marzo del 2012 para convertirse en entrenador de esta disciplina.

## Controversia
Segura así como en los Juegos Olímpicos de Sídney 2000, cuando entrando en meta en primera posición en la carrera de 20 km, resultó descalificado por un juez cuando era felicitado telefónicamente por el presidente de México, perdiéndose el que pudo haber sido el mayor éxito de su vida deportiva. Tras este lamentable hecho las autoridades deportivas mexicanas tardaron en levantar una apelación a las autoridades olímpicas, pues no existía un antecedente de este hecho, lo que motivo a las autoridades mexicanas a hacer caso omiso a la apelación. El señor Vázquez Raña se negó a presentarla y prefirió hacer uso de la diplomacia para convencer al presidente del COI de regresar la medalla,la descalificación no pudo ser anulada. El presidente del Comité Olímpico Mexicano, Mario Vázquez, politizo el resultado de Segura. Al comienzo Segura aseveró no estar consciente de haber estado descalificado al llegar a la meta, lo cual causó un revuelo mediático en México, pues su primer lugar hubiese logrado una medalla de oro para Segura. Sin embargo tomas televisivas mostraban que el juez estaba en el campo de visión de Segura pero nunca le mostró la tercera tarjeta.Se observa en el video a falta de 4 min. que el juez amonesta a Robert Korzeniowski y la controversia sigue ya cuando llevaban 1.14.35seg el juez muestra claramente una amonestación  y a Noe Hernández, cuando al final de la competencia Segura pide la revisión de las tarjetas se le informa que a la hora con 14min había sido amonestado, cosa que no coincide con el video, era evidente y claro que la amonestación que privó a Segura del oro olímpico era para su compañero y compatriota Noe Hernández. En México se desató una controversia sobre si Segura sabía o no que fue descalificado, fue así que se le invitó al señor Vázquez Raña y a Bernardo Segura a someterse a un detector de mentiras a lo cual el atleta aceptó, mientras que el presidente del Comité Olímpico se negó rotundamente. Al final se demostró que Segura nunca mintió sobre su descalificación.

## Carrera política
Segura fue miembro del Partido de la Revolución Democrática desde 1996, convirtiéndose en el primer medallista olímpico mexicano en no pertenecer al partido hegemónico de México (PRI). Ahora es miembro del Movimiento de Regeneración Nacional MORENA. y fue director del Instituto del Deporte del Distrito Federal desde el año 2000 hasta el año 2003. Fue diputado federal en la LVII legislatura 1997-2000 y Secretario de la Comisión del Deporte, en donde impulsó junto con el diputado Salomón Juali una nueva ley general del deporte. En el año 2000  fue candidato a presidente municipal de su natal San Mateo Atenco, Estado de México, antes de los Juegos Olímpicos de Sídney. Fue dos veces candidato a diputado federal por el distrito 27 con cabecera en Metepec Estado de México en los años 2009 y 2012.
Actualmente es diputado Local en la LX legislatura del estado de México.(2018_2021)